# Toxophora australis
Toxophora australis är en tvåvingeart som beskrevs av Hesse 1938. Toxophora australis ingår i släktet Toxophora och familjen svävflugor. Inga underarter finns listade i Catalogue of Life.